# Crișana Oradea
Crișana Oradea war ein rumänischer Fußballverein aus Oradea, Kreis Bihor. Er spielte von 1932 bis 1938 in der höchsten rumänischen Fußballliga, der Divizia A.

## Geschichte
Crișana Oradea wurde im Jahr 1929 gegründet. Der Verein benannte sich nach dem historischen Kreischgebiet (rumänisch Crișana), in dem die Stadt Oradea liegt. Crișana zählte schon kurz nach der Gründung zu den besten Vereinen des Landes und konnte sich in den Jahren 1931 und 1932 durch einen Sieg in der Regionalgruppe Nord für die Endrunde um die rumänische Fußballmeisterschaft qualifizieren, schied aber jeweils im ersten Spiel aus.
Folgerichtig war Crișana im Jahr 1932 Gründungsmitglied der neu geschaffenen Profiliga Divizia A. Dieser gehörte Crișana bis 1938 an. Das beste Ergebnis erzielte der Verein in der Saison 1933/34, als er als Zweitplatzierter der Gruppe 1 nur knapp die Finalspiele verpasste.
Im Jahr 1940 konnte sich Crișana zwar sportlich als Sieger seiner Staffel der Divizia B für den Wiederaufstieg in die Divizia A qualifizieren, konnte diesen Platz aber nicht mehr in Anspruch nehmen, da die Stadt Oradea durch den Zweiten Wiener Schiedsspruch an Ungarn gefallen war. Nach dem Ende des Zweiten Weltkrieges kam Oradea zurück zu Rumänien, Crișana wurde aber entgegen der zuvor erreichten sportlichen Qualifikation aber der Divizia B zugeteilt. Dort spielte der Verein nach der Fusion mit dem Lokalrivalen CFR Oradea als Crișana CFR Oradea, ab 1948 als CFR Oradea weiter.
Im Jahr 1950 änderte der Verein erneut seinen Namen und nannte sich fortan Locomotiva Oradea. Nach dem Abstieg aus der Divizia B im Jahr 1954 nahm er in der Saison 1956 an der Divizia C teil und löste sich nach dem erneuten Abstieg auf.

## Erfolge
- Sieger der Regionalliga Nord: 1931, 1932
- Sieger der Divizia B: 1940

## Bekannte Spieler
- Iuliu Baratky
- Nicolae Kovacs
- Eugen Lakatos
- Iosif Lengheriu
- Adalbert Püllöck